# Bradford Cox
Bradford James Cox (Athens, 15 maggio 1982) è un musicista statunitense.
È il cantante e chitarrista del gruppo di rock psichedelico Deerhunter. Allo stesso tempo Cox percorre anche una carriera da solista sotto il nome di Atlas Sound attraverso il quale ha pubblicato tre album ufficiali: Let the Blind Lead Those Who Can See but Cannot Feel, Logos e Parallax.

## Biografia
Bradford Cox nacque con una patologia genetica detta Sindrome di Marfan. Da ragazzo abbandonò gli studi (sebbene più tardi otterrà l'attestato della General Educational Development) ed i suoi genitori divorziarono, lasciandolo solo nel pieno dell'infanzia. "Mi sono ritrovato a vivere in maniera indipendente, da solo, in questa enorme casa in periferia". Definisce la sua crescita musicale "riflessiva", incentrata sulla sua vita e sul suo stato psicologico. Intorno ai dieci anni la malattia di Bradford iniziò a farsi visibile ed evidente sul suo corpo; quello fu il momento in cui iniziò ad avere difficoltà nei rapporti interpersonali. Senza amici, si concentrò totalmente sul modo in cui la musica potesse suonare nostalgica o malinconica; crebbe in lui la passione per Edward Mani di Forbice e soprattutto studiò le musiche di Danny Elfman. A 20 anni si interessò di escapismo. Nel 2013 prende parte al film Dallas Buyers Club nel ruolo di Sunflower, amante del personaggio interpretato da Jared Leto.
Definitosi inizialmente gay, nel 2008 ha dichiarato di essere asessuale.

## Discografia

### Atlas Sound

#### Album
- Let the Blind Lead Those Who Can See but Cannot Feel - (2008, Kranky)
- Logos - (2009, Kranky)
- Parallax - (2011, 4AD)

#### Blog Music
- The Brian Foote EP (2007)
- Altitude Sickness (2007)
- Weekend EP (2007)
- Orange Ohms Glow (2008)
- How I Escaped the Prison of Fractals (2008)
- Things I'll Miss (2008)
- Bedroom Databank Vol. 1 (2010)
- Bedroom Databank Vol. 2 (2010)
- Bedroom Databank Vol. 3 (2010)
- Bedroom Databank Vol. 4 (2010)